# نجود عبادي (القفر)

تعديل مصدري - تعديل

نجود عبادي محلة تابعة لقرية النمار، التابعة لعزلة النخلة بمديرية القفر إحدى مديريات محافظة إب في الجمهورية اليمنية، بلغ تعداد سكانها 34 حسب تعداد اليمن لعام 2004.